# Religia w Czarnogórze

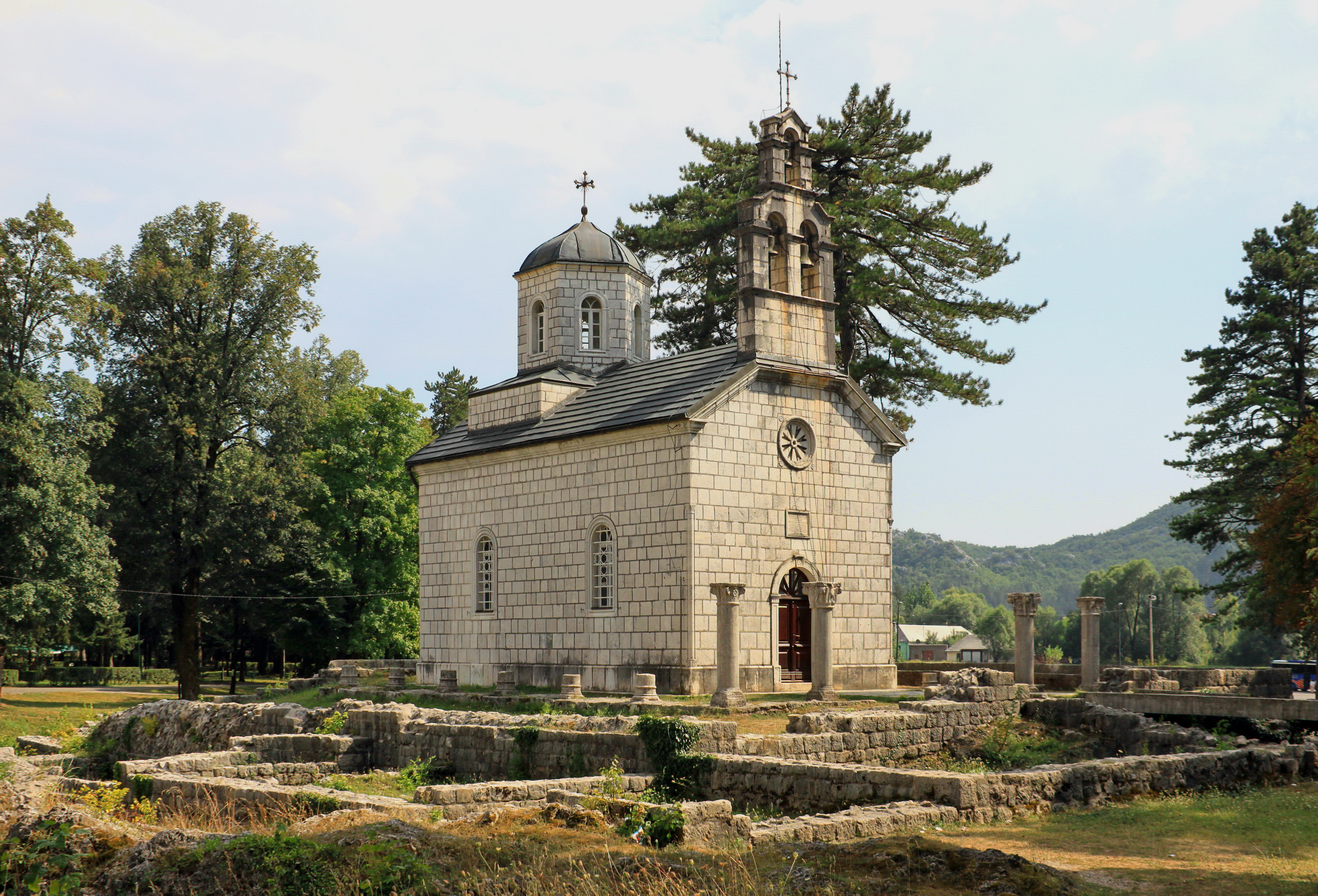
Cerkiew prawosławna w Cetynii.

Religia w Czarnogórze jest zróżnicowana. Mimo że prawosławie jest dominującą formą religii, istnieje także sporo wyznawców islamu i katolicyzmu. Dominujące kościoły to Czarnogórski Kościół Prawosławny i Serbski Kościół Prawosławny. Zgodnie z Konstytucją Czarnogóry, religia jest oddzielona od państwa i państwo gwarantuje wolność wyznania.
Według spisu powszechnego w 2011 roku: 72,07% ludności wyznaje prawosławie, 19,11% islam, 3,44% katolicyzm, 2,61% się nie zadeklarowało, 1,24% to ateiści, 0,24% określiło się jako chrześcijanie, 0,14% adwentyści, 0,07% agnostycy, 0,02% buddyści, 0,02% Świadkowie Jehowy, 0,02% protestanci i 1,02% wyznawało inne religie.
| Wyznania        | 2023    | 2023  |
| Wyznania        | Liczba  | %     |
| --------------- | ------- | ----- |
| Prawosławie     | 443 394 | 71,10 |
| Islam           | 124 668 | 19,99 |
| Katolicyzm      | 20 408  | 3,27  |
| Protestantyzm   | 568     | 0,09  |
| Bez wyznania    | 16 784  | 2,69  |
| Brak deklaracji | 13 093  | 2,10  |
| Inne            | 4 718   | 0,76  |
| Łącznie         | 623 633 | 100   |

Zgodnie z badaniami przeprowadzonymi przez Pew Research Center w 2010 roku: 75,1% mieszkańców Czarnogóry identyfikują się jako prawosławni. Następnie 18,7% wyznaje islam, 3,6% katolicyzm i 3,2% nie są związani z żadną religią.